# Logan Browning
Logan Laurice Browning (Atlanta, 9 juni 1989) is een Amerikaans actrice.

## Biografie
Browning volgde in 2003 een acteeropleiding aan de Barbizon Modeling and Acting School in haar geboorteplaats Atlanta. Ze maakte haar acteerdebuut in de tienerserie Summerland als het personage Carrie en speelde van 2005 tot 2006 in de Nickelodeon-serie Ned's SurvivalGids als Vanessa. In 2007 speelde Browning een van de hoofdpersonages (Sasha) in de live-actionfilm Bratz, gebaseerd op de populaire modepoppenlijn.
Browning speelde een vaste rol in de televisieserie Meet the Browns (2009-2011) als Brianna Ortiz en maakte verschijningen in de series Pair of Kings van Disney XD en The Secret Circle. Browning speelde de rol van Jelena Howard in de VH1-serie Hit the Floor (2013-2018) en Zora in de PlayStation Network-serie Powers (2015). Van 2017 tot 2021 speelde zij de rol van Samantha White in de Netflix-serie Dear White People.

## Filmografie

### Films
- Bratz (2007)
- Breaking at the Edge (2013)
- Brotherly Love (2015)
- The Perfection (2017)

### Televisieseries
- Summerland (2004-2005)
- Ned's SurvivalGids (2005-2006)
- Meet the Browns (2009-2011)
- Pair of Kings (2010-2013)
- The Secret Circle (2011)
- Hit the Floor (2013-2018)
- Tyler Perry's For Better or Worse (2014)
- Powers (2015)
- Dear White People (2017-2021)
- Young Justice: Phantoms (2021) (stem)